# Dubovice
Dubovice (německy Dubowitz) jsou obec v okrese Pelhřimov v Kraji Vysočina. Žije zde 80 obyvatel.
Součástí Dubovic je chatová oblast, která se nachází směrem na Vlásenici. Spojení do Dubovic je zajištěno městskou linkou č. 1, pouze 4× denně. Významné byly pro Dubovice soutěže dobrovolných hasičů, kde se umísťovaly na předních místech. Výhodou této vesnice je krásná příroda v celém okolí.

## Historie
První písemná zmínka o obci pochází z roku 1379.

## Obyvatelstvo
| Rok            | 1869 | 1880 | 1890 | 1900 | 1910 | 1921 | 1930 | 1950 | 1961 | 1970 | 1980 | 1991 | 2001 | 2011 | 2021 |
| -------------- | ---- | ---- | ---- | ---- | ---- | ---- | ---- | ---- | ---- | ---- | ---- | ---- | ---- | ---- | ---- |
| Počet obyvatel | 144  | 148  | 156  | 146  | 139  | 137  | 137  | 98   | 95   | 88   | 78   | 61   | 63   | 72   | 77   |
| Počet domů     | 22   | 25   | 24   | 24   | 24   | 24   | 24   | 25   | 21   | 21   | 17   | 17   | 18   | 23   | 29   |

## Obecní správa a politika
V letech 1869–1910 Dubovice byly jako osada obce ke Starému Pelhřimovu v okrese Pelhřimov. V letech 1921–1973 byly obcí v okrese Pelhřimov. Od 4. října 1973 do 31. prosince 1993 patřily jako část města k Pelhřimovu a od 1. ledna 1994 jsou opět samostatnou obcí.

### Politika
V letech 2006–2010 působil jako starosta Jaromír Kořínek, od roku 2010 tuto funkci zastává Jaroslav Váňa.

## Školství
- Mateřská škola Dubovice